# Мір Махмуд Шах
Мір Махмуд Шах Хотакі (перс. شاہ محمود ہوتکی, * 1697 — 22 квітня 1725) — 3-й емір Кандагару (1717-1725), перший шах Ірану з афганської династії Хотакі (1722-1725), старший син Міра Вайса Хотакі (1673-1715), 1-го незалежного правителя Афганської держави (1709-1715).